# 瑟里济
瑟里济（法語：Cerizy，法語發音：[səʁizi]）是法国上法蘭西大區埃纳省的一个市镇，属于圣康坦区。

## 地理
瑟里济（49°45'36"N, 3°19'37"E）面积4 平方千米，位于法国上法蘭西大區埃纳省，该省份为法国北部内陆省份，北起北部省，西接索姆省和瓦兹省，东临阿登省和马恩省，西南至塞纳-马恩省，东北部与比利时接壤。
与瑟里济接壤的市镇（或旧市镇、城区）包括：阿兰库尔、伯奈、莫伊德莱讷、于尔维莱尔。

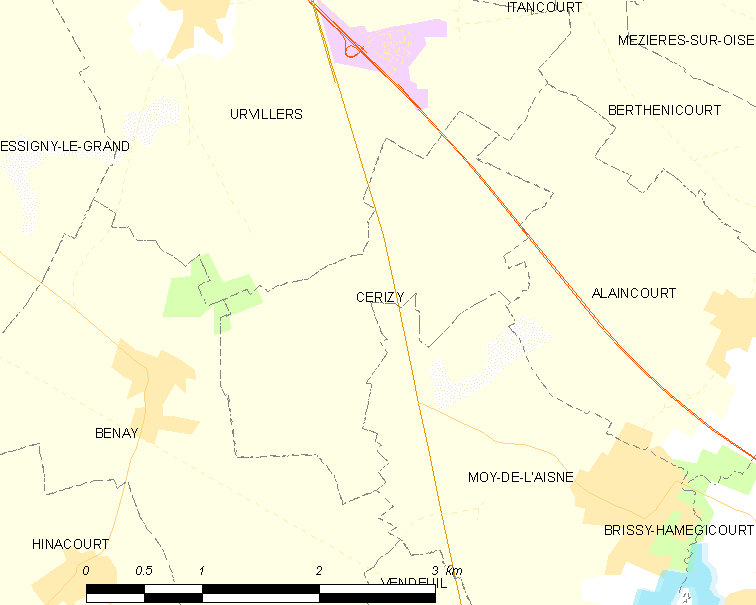
瑟里济的OSM定位图

瑟里济的时区为UTC+01:00、UTC+02:00（夏令时）。

## 行政
瑟里济的邮政编码为02240，INSEE市镇编码为02149。

## 政治
瑟里济所属的省级选区为里布蒙县。

## 人口

1962-2008年间瑟里济人口变化图示

瑟里济于2022年1月1日时的人口数量为59人。